# Diócesis de la Nueva Orán
La diócesis de la Nueva Orán (en latín: Dioecesis Novoraniensis) es una circunscripción eclesiástica de la Iglesia católica en Argentina. Se trata de una diócesis latina, sufragánea de la arquidiócesis de Salta. Desde el 6 de abril de 2018 su obispo es Luis Antonio Scozzina, de la Orden de los Hermanos Menores Capuchinos.

## Territorio y organización

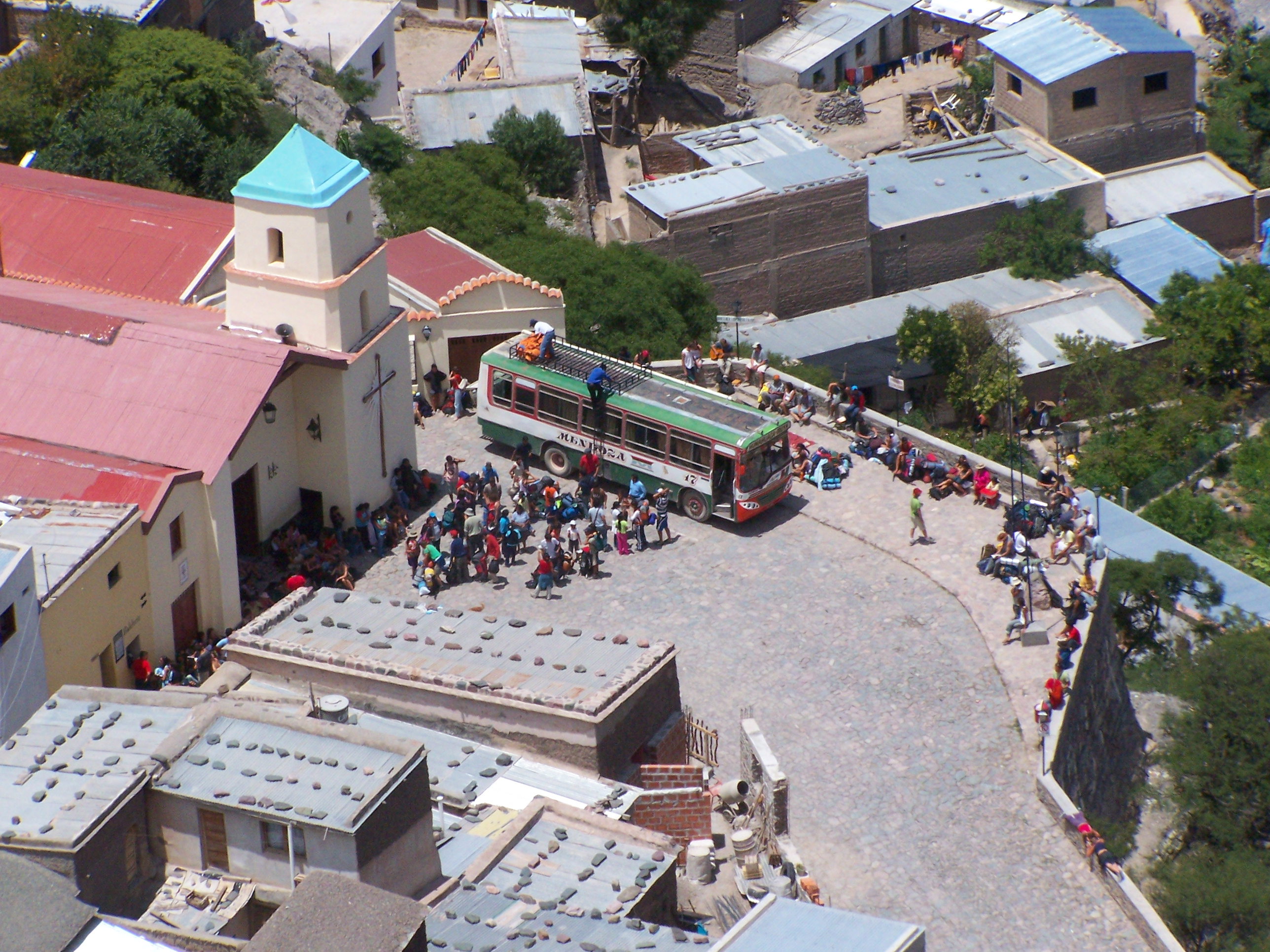
Iglesia de Iruya

La diócesis tiene 56 880 km² y extiende su jurisdicción sobre los fieles católicos de rito latino residentes en la provincia de Jujuy los departamentos de: General José de San Martín, Orán, Rivadavia, y la parte de los departamentos de Iruya (municipio Isla de Cañas) y Santa Victoria (municipio Los Toldos). El obispo de Orán forma parte de la Conferencia Episcopal Argentina y la diócesis integra la Región Pastoral Noroeste (NOA).

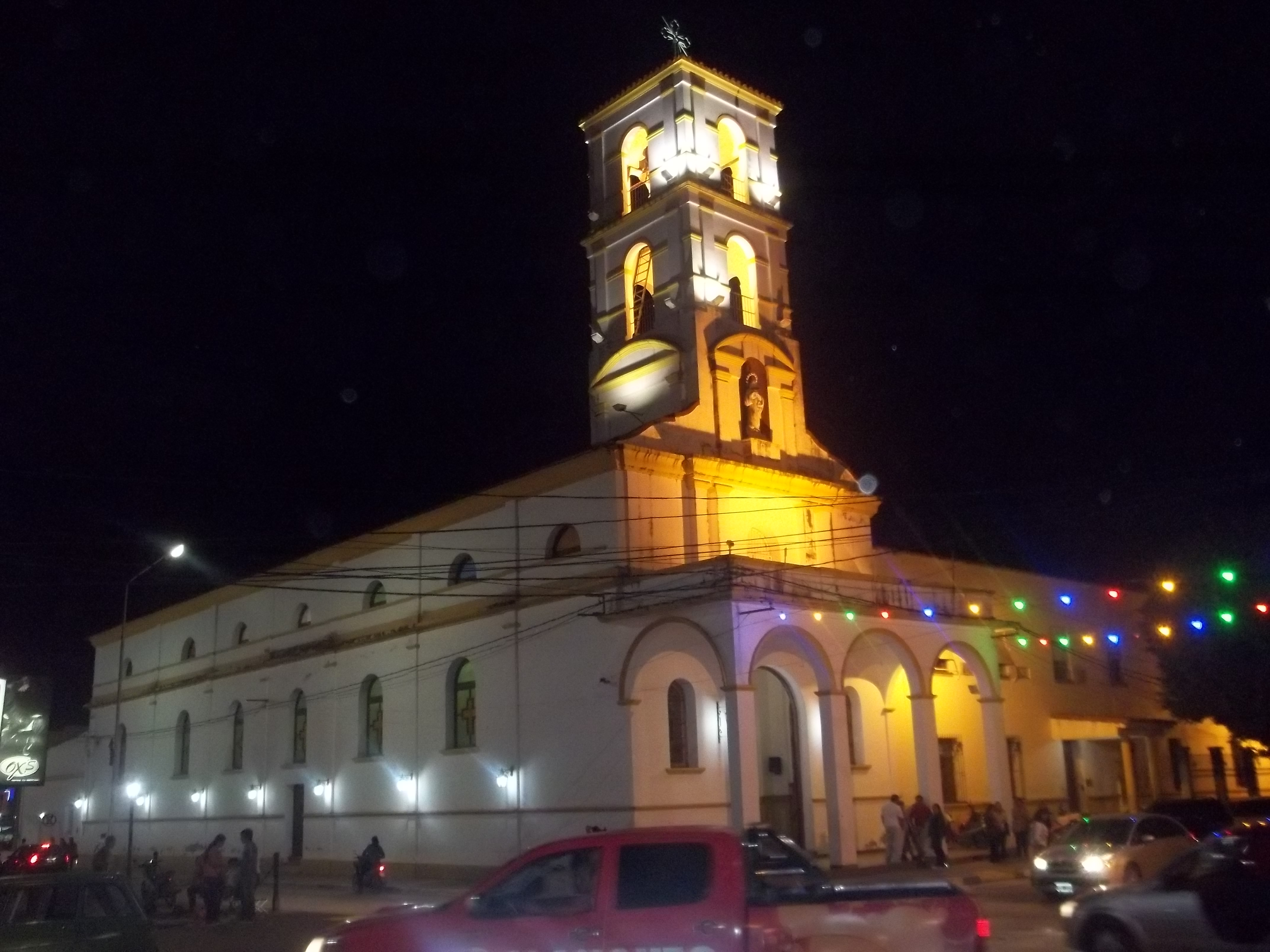
Iglesia principal de Tartagal

La sede de la diócesis se encuentra en la ciudad de San Ramón de la Nueva Orán, en donde se halla la Catedral de San Ramón Nonato. 
En 2021 en la diócesis existían 27 parroquias.

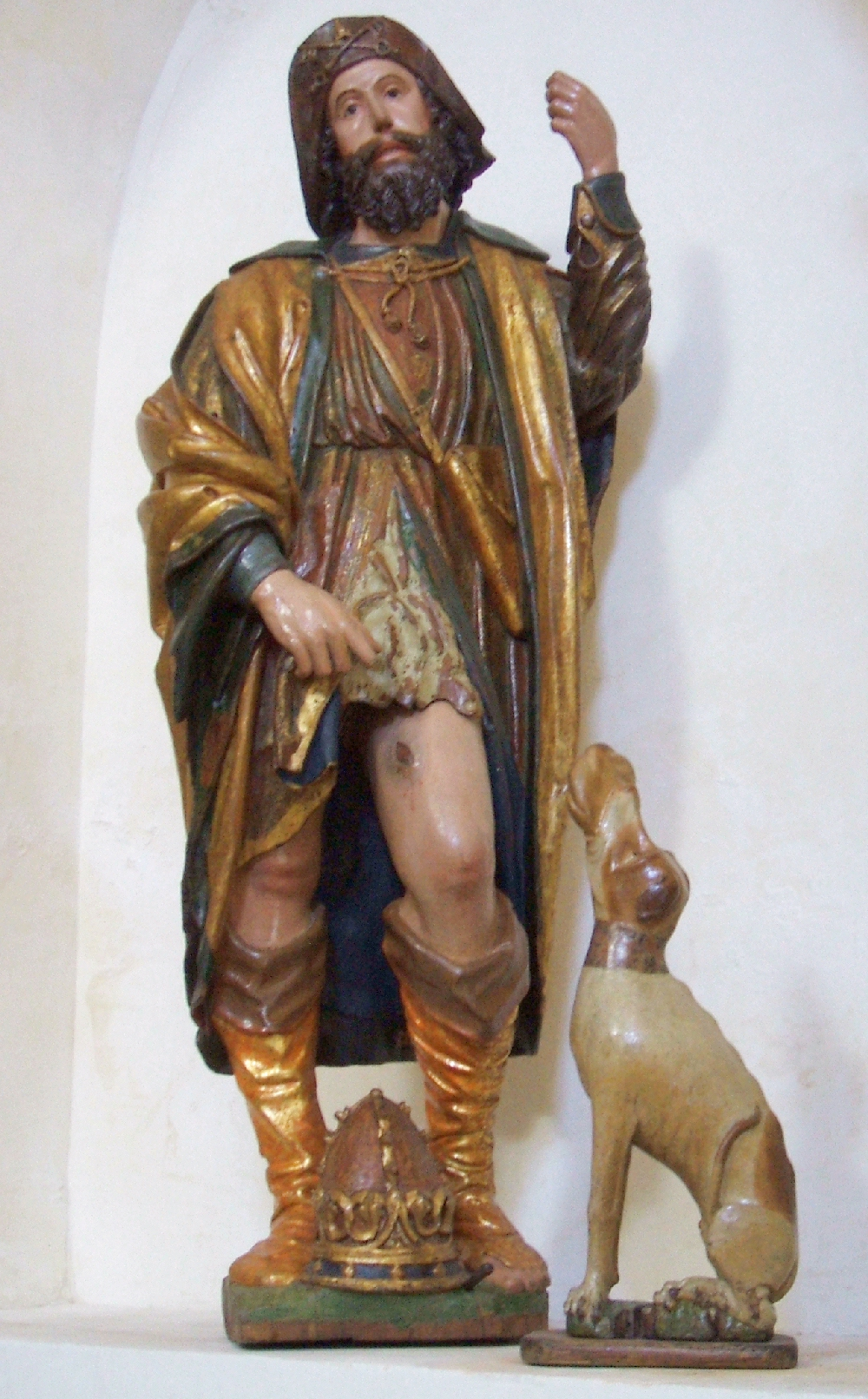
San Roque, patrono de la ciudad de Embarcación.

## Historia
La diócesis fue erigida el 10 de abril de 1961 con la bula Supremi muneris del papa Juan XXIII, obteniendo el territorio de la arquidiócesis de Salta.
El Gobierno argentino cumpliendo con el concordato con la Santa Sede, firmó el decreto n.° 8328 del 18 de septiembre de 1961 otorgando el pase a la bula, luego el Congreso argentino autorizó la erección de la diócesis por medio de la ley n.° 15804 del 17 de mayo de 1961.
El primer obispo de Nueva Orán fue el franciscano Francisco de la Cruz Muguerza, designado por el papa Juan XXIII el 12 de junio de 1961. Consagrado obispo el 24 de septiembre de ese año, tomó posesión de la sede el 21 de octubre de 1961. Falleció el 30 de abril de 1969.
El 19 de septiembre de 1964, con la carta apostólica Praeclarus evangelicae, el papa Pablo VI proclamó a san Ramón Nonnato como patrono principal de la diócesis.
El segundo obispo de Nueva Orán fue Manuel Guirao, elegido por el papa Pablo VI el 31 de octubre de 1970. Ordenado obispo el 8 de diciembre de ese mismo año, gobernó pastoralmente esta diócesis hasta su traslado a Santiago del Estero el 20 de enero de 1981.
El 21 de enero de 1972 cedió una parte de su territorio a la prelatura territorial de Humahuaca mediante la bula Maiori Christifidelium del papa Pablo VI.
El tercer obispo fue Gerardo Eusebio Sueldo, elegido por el papa Juan Pablo II el 30 de abril de 1982. Ordenado obispo el 3 de julio de 1982, gobernó la diócesis hasta el 15 de mayo de 1993, en que el mismo pontífice lo trasladó a la sede episcopal de Santiago del Estero como obispo coadjutor.
El cuarto obispo de Nueva Orán fue Mario Antonio Cargnello, elegido por Juan Pablo II el 7 de abril de 1994. Consagrado obispo el 24 de junio de 1994, tomó posesión de la sede de Orán el 16 de julio de 1994. El 24 de julio de 1998 Juan Pablo II lo promovió a arzobispo coadjutor de Salta.
Quinto obispo de Orán fue Jorge Rubén Lugones, jesuita, elegido por Juan Pablo II el 2 de julio de 1999, quien luego de su consagración episcopal, el 30 de julio, tomó posesión de la sede el 6 de agosto del mismo año; el 14 de octubre de 2008. El papa Benedicto XVI lo trasladó como obispo de Lomas de Zamora.
El sexto obispo diocesano fue Marcelo Daniel Colombo, elegido por Benedicto XVI el 8 de mayo de 2009, quien fue consagrado obispo el 8 de agosto de 2009 en Quilmes e inició su gobierno pastoral el 22 de agosto de 2009; en julio de 2013, el papa Francisco le encomendó la diócesis de La Rioja.
El séptimo obispo de Orán fue Gustavo Oscar Zanchetta, quien por designio del papa Francisco recibió la ordenación episcopal en Quilmes el 19 de agosto de 2013 de manos del arzobispo de Corrientes, Andrés Stanovnik. Zanchetta renunció el 1 de agosto de 2017 después de acusaciones de abuso sexual, oportunidad en la que el papa Francisco designó administrador apostólico sede vacante al arzobispo de Corrientes, monseñor Andrés Stanovnik. 
El papa Francisco nombró obispo de Nueva Orán al padre Luis Antonio Scozzina, quien tomó posesión el 18 de mayo de 2018.

## Estadísticas
Según el Anuario Pontificio 2022 la diócesis tenía a fines de 2021 un total de 329 750 fieles bautizados.
| Año                                                                             | Población            | Población | Población      | Sacerdotes | Sacerdotes    | Sacerdotes    | Bautizados por sacerdote | Diáconos permanentes | Religiosos | Religiosos | Parroquias |
| Año                                                                             | Bautizados católicos | Total     | % de católicos | Total      | Clero secular | Clero regular | Bautizados por sacerdote | Diáconos permanentes | Varones    | Mujeres    | Parroquias |
| ------------------------------------------------------------------------------- | -------------------- | --------- | -------------- | ---------- | ------------- | ------------- | ------------------------ | -------------------- | ---------- | ---------- | ---------- |
| 1966                                                                            | 135 000              | 140 675   | 96.0           | 18         | 1             | 17            | 7500                     |                      | 12         | 41         | 8          |
| 1970                                                                            | ?                    | 149 000   | ?              | 17         | 17            |               | ?                        |                      | 1          | 35         | 8          |
| 1976                                                                            | 136 500              | 147 000   | 92.9           | 19         | 3             | 16            | 7184                     |                      | 18         | 46         | 11         |
| 1980                                                                            | 144 000              | 157 000   | 91.7           | 20         | 4             | 16            | 7200                     | 2                    | 18         | 44         | 8          |
| 1990                                                                            | 164 000              | 177 000   | 92.7           | 20         | 10            | 10            | 8200                     | 4                    | 12         | 73         | 15         |
| 1999                                                                            | 212 000              | 265 000   | 80.0           | 32         | 16            | 16            | 6625                     | 4                    | 21         | 62         | 19         |
| 2000                                                                            | 216 464              | 270 580   | 80.0           | 35         | 19            | 16            | 6184                     | 4                    | 20         | 58         | 19         |
| 2001                                                                            | 234 884              | 270 950   | 86.7           | 33         | 17            | 16            | 7117                     | 4                    | 21         | 61         | 19         |
| 2002                                                                            | 262 000              | 301 833   | 86.8           | 31         | 17            | 14            | 8451                     | 4                    | 20         | 70         | 19         |
| 2003                                                                            | 270 000              | 302 100   | 89.4           | 35         | 19            | 16            | 7714                     | 4                    | 23         | 72         | 19         |
| 2004                                                                            | 280 000              | 321 100   | 87.2           | 34         | 18            | 16            | 8235                     | 4                    | 22         | 77         | 19         |
| 2013                                                                            | 302 154              | 363 000   | 83.2           | 35         | 19            | 16            | 8632                     | 2                    | 26         | 54         | 25         |
| 2016                                                                            | 318 019              | 354 107   | 89.8           | 41         | 26            | 15            | 7756                     | 9                    | 19         | 64         | 26         |
| 2019                                                                            | 329 000              | 366 300   | 89.8           | 42         | 29            | 13            | 7833                     | 9                    | 16         | 58         | 27         |
| 2021                                                                            | 329 750              | 366 390   | 90.0           | 38         | 25            | 13            | 8677                     | 10                   | 16         | 55         | 27         |
| Fuente: Catholic-Hierarchy, que a su vez toma los datos del Anuario Pontificio. |                      |           |                |            |               |               |                          |                      |            |            |            |

## Episcopologio
- Francisco Felipe de la Cruz Muguerza, O.F.M. † (12 de junio de 1961-2 de mayo de 1969 falleció)
- Manuel Guirao † (31 de octubre de 1970-20 de enero de 1981 nombrado obispo de Santiago del Estero)
- Gerardo Eusebio Sueldo † (30 de abril de 1982-15 de mayo de 1993 nombrado obispo coadjutor de Santiago del Estero)
- Mario Antonio Cargnello (7 de abril de 1994-24 de junio de 1998 nombrado arzobispo coadjutor de Salta)
- Jorge Rubén Lugones, S.I. (2 de junio de 1999-14 de octubre de 2008 nombrado obispo de Lomas de Zamora)
- Marcelo Daniel Colombo (8 de mayo de 2009-9 de julio de 2013 nombrado obispo de La Rioja)
- Gustavo Oscar Zanchetta (23 de julio de 2013-1 de agosto de 2017 renunció[nota 2]
- Luis Antonio Scozzina, O.F.M., desde el 6 de abril de 2018